# Tetrapoder
 Denne artikel omhandler biologi. For de menneskeskabte tetrapoder til kystsikring, se Tetrapode.
Tetrapoder (græsk tetrapoda) er en delgruppe af hvirveldyrene. Den omfatter de hvirveldyr der stammer fra former der oprindeligt havde tilpasset sig livet på land ved at udvikle fire lemmer og lunger. Dette inkluderer således også slanger (krybdyr) og hvaler (pattedyr), selv om de ikke har fire lemmer længere. 
Tetrapoderne underdeles traditionelt i følgende klasser: 
- Padder eller amfibier: Frøer og tudser (Anura), frøer, tudser, salamandere...
- Krybdyr eller reptiler: firben, slange, skildpadde, krokodiller...
- Fugle.
- Pattedyr.

De sidste tre klasser regnes til Amniota (Amnioter), som refererer til den ekstra fosterhinde (Amnion), som oprindeligt gjorde det muligt at lægge æg på land, og som hos pattedyr indgår i livmoderen. 
| Latin    | Dansk navn | Antal arter i verden | Antal arter i Danmark | Antal truede arter i verden |
| Aves     | Fugle      | 9.934                | 434                   | 1 af 8                      |
| Amphibia | Padder     | 5.276                | 14                    | 1 af 4                      |
| Mammalia | Pattedyr   | 4.595                | 79                    | est 1 af 5                  |
| Reptilia | Krybdyr    | 8.013                | 10                    | 1 af 5                      |

## Kladistisk taksonomi
Der er for nylig opstået et ønske om at komme af med den traditionelle klassificering og i stedet opdele tetrapoderne i grupper der inkluderer alle efterkommere af en bestemt forfader, uden at nogle ekskluderes. Et eksempel er at reptiler nu anses for også at omfatte fugle, selv om disse traditionelt blev henført til deres egen klasse. 
I følge

 
bør klassificeringen derfor være således: 
- Tetrapoder Tetrapoda
  - Amphibia (Padder: Frøer og tudser (Anura), salamandre, Caecilians...)
  - Anthracosauria uddød
    - Amniota (Amnioter: Dyr med amnion (en ekstra fosterhinde)) 
      - Reptilia (Krybdyr (skildpadder, firben, slanger, krokodille, dinosaurer) og inklusiv fugle...)
      - Synapsida, (pattedyrlignende krybdyr) (Mammalia, Mammaliaformes Pattedyr: hund, menneske, kat...)